# 阿列克谢·基塔耶夫
阿列克谢·尤利耶维奇·基塔耶夫（俄语：Алексей Юрьевич Китаев，羅馬化：Alexei Yurievich Kitaev，1963年8月26日—），俄裔美国物理学家，加州理工学院物理系教授、卡夫利理论物理研究所研究员。在朗道理论物理研究所工作时，他引入了量子相位估计算法（用以求解隐含子群问题的交换情形）和拓扑量子计算机（作为容错量子计算的解决方案之一，并引入了任意子）。他还提出了计算复杂性类 NP 的量子对应 QMA，并证明了 k-局域哈密尔顿问题是 QMA 完全的，这一工作被认为是之后的量子哈密顿量复杂性理论的第一个重要结果。

## 生平
基塔耶夫1986年毕业于莫斯科物理技术学院，1989年在朗道理論物理研究所获博士学位。1999－2001年曾为微软研究院工作。2002至今年任加州理工学院物理系教授。

## 荣誉和奖项
2008年，基塔耶夫被授予麥克阿瑟獎學金。
2012年7月，他是基礎物理學突破獎的首位獲獎者，該獎由物理學家及網路企業家尤里·米爾納所創立。
2015年，他被ICTP授予狄拉克獎。
2017年，他與文小剛一同被授予奥利弗·巴克利奖。
2021年，他被選入美國國家科學院。